# ماتيو الثاني بارون مونمورانسي
ماثيو الثاني (توفي في 24 نوفمبر 1230)؛ والمقلب بالكبير أو الكندسطبل العظيم، كان بارون مونمورانسي منذ 1189 وكندسطبل فرنسا منذ 1218 حتى وفاته في 1230.
ماثيو هو ابن بوشار الخامس دو مونمورانسي ولوريتا ابنة بالدوين الرابع كونت هينو، في حين أجداده لوالده ماثيو الأول بارون مونمورانسي كندسطبل فرنسا وأليس فيتزروي ابنة هنري الأول ملك إنجلترا غير الشرعية، توفي والده في حصار عكا إما عام في 1189 أو 1190.
أصبح ماثيو خليفة ألبيريك كليمان الذي توفي أيضا أثناء حصار عكا خلال الحملة الصليبية الثالثة في منصبه كـ مارشال فرنسا، وبعد عودته الآمنة من الأراضي المقدسة إلى الفرنجة، شارك في الغزو الفرنسي لنورماندي بجوار الملك الفرنسي فيليب أوغسطس، حيث ميز نفسه خلال حصار شاتو جيلارد في عام 1204، وأيضا لعب دورًا حيويًا بمعركة بوفين في عام 1214 بعد أن استولى على اثني عشر راية للعدو (في ذكرى هذا العمل الفذ، تتضمن درع آل مونمورانسي على اثني عشر نسرًا إضافيًا أو ستة عشر نسرًا بدلاً من أربعة نسور كما هو في السابق).
وفي عام 1215 انضم ماثيو إلى الحملة الألبيجينية الصليبية، بصفته كندسطبلاً في فرنسا أصبح في خدمة الملك لويس الثامن، تمكن من فتح لا روشيل والعديد من المدن الأخرى وطرد الإنجليز منها في عام 1224، وعند وفاة لويس الثامن عام 1226 قام بحماية مصالح الملك الصغير لويس التاسع ووالدته-الوصية بلانش القشتالية.
توفي ماثيو عام 1230 عندما كان عائداً من الحملة ضد الأنجويين، وقد تولّى ابن شقيقته عموري دي مونتفورت منصب الكندسطبل من بعده.

## الذرية
تزوج ماتيو الثاني عام 1193 من جيرترود ابنة رالف كونت سواسون، كان لديهم:
- جيرترود (توفيت. عام 1256)؛ تزوجت من سيمون الثالث دي باروي ولاحقًا من تييري الشيطان ابن فريدريك الأول دوق لورين.
- بوشار السادس (توفي. عام 1243)؛ خليفة والده بصفته بارون مونمورانسي.
- ماتياس (توفي. فبراير 1250)؛ تزوج من ماري كونتيسة بونتيو.
- جان لورد رواسي (1226–36)

بعد إلغاء هذا الزواج تزوج ماتيو الثاني من إيما دو لافال (1200-1264)؛ ابنة ووريثة الراحل غي الخامس دو لافال، كان لديهم:
- غي السابع دو لافال (1219–1265)؛ أصبح خليفة والدته في ألقابها.[4]
- أفوس، تزوجت من جاك دو شاتو غونتييه.
- جوانا.
- أليكس؟، تزوجت من روجر لورد روزوي (قتل في المنصورة).